# Lorenzo Pareto
Pour les articles homonymes, voir Pareto.
Lorenzo Nicolò Pareto né à Gênes, le 6 décembre 1800, mort le 19 juin 1865 à Gênes, est un géologue, homme politique et ministre des Affaires étrangères du royaume de Sardaigne sous le règne de Charles-Albert de Sardaigne. Il est également connu pour son patriotisme à l'époque du Risorgimento.

## Biographie
Homme de science, et homme politique, Lorenzo Pareto fut président de la Chambre des députés du royaume de Sardaigne, et également ministre des Affaires étrangères dans le gouvernement constitutionnel  de Cesare Balbo. Considéré comme l'un des pères de la géologie moderne, son nom est inscrit à l'Académie nationale des sciences d'Italie. Il est enterré au cimetière monumental de Staglieno à Gênes (Italie).

## Travaux
Lorenzo Pareto passa plusieurs mois dans le département du Var (France), et plus particulièrement entre Saint-Cyr-sur-Mer et Antibes. Il en étudiera la constitution géologique, ainsi que la portion montagneuse comprise entre La Ciotat, Signes, Brignoles, Draguignan, et Grasse.